# Potamogeton nomotoensis
Potamogeton nomotoensis là một loài thực vật có hoa trong họ Potamogetonaceae. Loài này được Kadono & T.Nog. miêu tả khoa học đầu tiên năm 1991.